# Opoczno (công xã)
Gmina Opoczno là một vùng đô thị-nông thôn (công xã) ở Opoczno, Łódź Voivodeship, ở miền trung nam Ba Lan. Khu vực hành chính của nó là thị trấn Opoczno, nằm cách khoảng 72 kilômét (45 mi) về phía đông nam thủ đô khu vực Łódź.
Gmina có diện tích 190,45 kilômét vuông (73,5 dặm vuông Anh) và tính đến năm 2016, tổng dân số của nó là 32.188 (trong đó dân số Opoczno lên tới 22.7708, và dân số của vùng nông thôn của Gmina là 12.710).
Gmina gồm một phần của khu vực được bảo vệ gọi là Công viên Cảnh quan Spała.

## Làng
Ngoài thị trấn Opoczno, Gmina Opoczno gồm các làng và các khu định cư của Adamów, Antoniów, Bielowice, Brzuśnia, Brzustówek, Brzustówek-Kolonia, Bukowiec Opoczyński, Dzielna, Janow Karwicki, Januszewice, Karwice, Klíny, Kraśnica, Kraszków, Kruszewiec, Kruszewiec PKP, Kruszewiec-Kolonia, Libiszów, Libiszów-Kolonia, Międzybórz, Modrzew, Modrzewek, Mroczków Gościnny, Ogonowice, Ostrów, Różanna, Sielec, Sitowa, Sobawiny, Stużno, Stużno-Kolonia, Wola Załężna, Wolka Karwicka, Wolka Karwicka-Kolonia, Wygnanów, Zameczek và Ziębów.

## Gmina lân cận
Gmina Opoczno giáp với các Gmina của Białaczów, Drzewica, Gielniów, Gowarczów, Inowłódz, Poświętne và Sławno.